# Мара, Мохамед
Мохамед Мара (фр. Mohamed Mara; 12 декабря 1996 года, Конакри, Гвинея) — гвинейский футболист, нападающий французского клуба «Мартиг».

## Клубная карьера
Мара родился в Гвинее и начал заниматься футболом у себя на родине. В 13 лет перебрался во Францию в статусе беженца и, по его словам, единственной целью было «продолжить учёбу». В 2010 году попал в академию «Лаваля», откуда в 15 лет перешёл в «Лорьян». После её окончания стал игроком второй команды. Официальный дебют за неё пришёлся на 21 декабря 2013 года на поединок против второй команды того же «Лаваля». Всего в дебютном сезоне провёл два матча, в основном выступая за молодёжь. В декабре 2014 года он подписал свой первый профессиональный контракт сроком на четыре года.
Основным игроком второй команды он стал в сезоне 2015/2016, когда зарекомендовал себя со стороны игрока, которому можно доверить место на поле. Проведя 16 встреч, он забил три мяча. Сезон 2016/17 он также начал во второй команде, однако уже после первых туров был приглашён в команду главную. 17 сентября 2016 года он дебютировал в Лиге 1 в поединке против «Лилля», выйдя в стартовом составе и проведя на поле весь матч.